# Långtjärnen (Lycksele socken, Lappland, 719116-159967)
Långtjärnen är en sjö i Lycksele kommun i Lappland och ingår i Umeälvens huvudavrinningsområde. Sjön har en area på 0,0969 kvadratkilometer och ligger 303,2 meter över havet.

## Delavrinningsområde
Långtjärnen ingår i det delavrinningsområde (719181-159905) som SMHI kallar för Mynnar i Paubäcken. Medelhöjden är 323 meter över havet och ytan är 6,89 kvadratkilometer. Det finns inga avrinningsområden uppströms utan avrinningsområdet är högsta punkten. Vattendraget som avvattnar avrinningsområdet har biflödesordning 3, vilket innebär att vattnet flödar genom totalt 3 vattendrag innan det når havet efter 208 kilometer. Avrinningsområdet består mestadels av skog (61 procent) och sankmarker (28 procent). Avrinningsområdet har 0,1 kvadratkilometer vattenytor vilket ger det en sjöprocent på 1,4 procent.